# Grupo Extra
 (juillet 2023).
La mise en forme du texte ne suit pas les recommandations de Wikipédia : il faut le « wikifier ».
Les points d'amélioration suivants sont les cas les plus fréquents :
- Les titres sont pré-formatés par le logiciel. Ils ne sont ni en capitales, ni en gras.
- Le texte ne doit pas être écrit en capitales (les noms de famille non plus), ni en gras, ni en italique, ni en « petit »…
- Le gras n'est utilisé que pour surligner le titre de l'article dans l'introduction, une seule fois.
- L'italique est rarement utilisé : mots en langue étrangère, titres d'œuvres, noms de bateaux, etc.
- Les citations ne sont pas en italique mais en corps de texte normal. Elles sont entourées par des guillemets français : « et ».
- Les listes à puces sont à éviter, des paragraphes rédigés étant largement préférés. Les tableaux sont à réserver à la présentation de données structurées (résultats, etc.).
- Les appels de note de bas de page (petits chiffres en exposant, introduits par l'outil «  Source ») sont à placer entre la fin de phrase et le point final[comme ça].
- Les liens internes (vers d'autres articles de Wikipédia) sont à choisir avec parcimonie. Créez des liens vers des articles approfondissant le sujet. Les termes génériques sans rapport avec le sujet sont à éviter, ainsi que les répétitions de liens vers un même terme.
- Les liens externes sont à placer uniquement dans une section « Liens externes », à la fin de l'article. Ces liens sont à choisir avec parcimonie suivant les règles définies. Si un lien sert de source à l'article, son insertion dans le texte est à faire par les notes de bas de page.
- La présentation des références doit suivre les conventions bibliographiques. Il est recommandé d'utiliser les modèles {{Ouvrage}}, {{Chapitre}}, {{Article}}, {{Lien web}} et/ou {{Bibliographie}}. Le mode d'édition visuel peut mettre en forme automatiquement les références.
- Insérer une infobox (cadre d'informations à droite) n'est pas obligatoire pour parachever la mise en page.

Pour une aide détaillée, merci de consulter Aide:Wikification.
Si vous pensez que ces points ont été résolus, vous pouvez retirer ce bandeau et améliorer la mise en forme d'un autre article.
Grupo Extra est un groupe de musiques latines urbaines, qui joue essentiellement de la bachata urbana mais aussi d'autres styles comme le merengue electronico, le reggaeton, la salsa, le kuduro, la kizomba (sur le titre Bailando Kizomba en 2016).
À l'origine il s'agit d'un duo, mais le groupe s'est étoffé.

## Historique
Tony Santana (Edward Anthony Regalado Santana) est un rappeur qui est né en République dominicaine, mais qui vit depuis l'âge de 3 ans en Suisse, à Zurich ensuite.
Enfant, il intègre la chorale de l'Église des Jésuites de Lucerne et vouera par la suite une passion au chant.
En 2008, Tony Santana a composé une chanson, El Dinero et la propose à Fidel Perez, un agent artistique (qui a travaille 6 ans avec le groupe de bachata Aventura, et avec d'autres artistes tels que Toby Love), pour qu'il trouve un interprète à sa chanson. Fidel Perez va lui proposer de former un groupe avec Alfred Cruz (dit "Diddy Cruz") pour interpréter ce morceau et d'autres.

## Membres
- "Tony" Santana (Edward Anthony Regalado Santana) ("El doggy")
- "Oxu Díaz"
- "Wladi Paz"
- Yewdry Alvarado
- El Nene Flow (Neftali Caba)
- El Turko (Yassir Neher)

## Concerts et festivals
Le groupe a beaucoup participé à des festivals de dimension internationale, notamment :
- Belgique : AsiSalsa Belgium (septembre 2024)
- Belgique : AsiSalsa Belgium (novembre 2021)
- Belgique : Antilliaanse Feesten (2014)
- Suisse : Concert au Kaufleuten de Zurich
- Russie : Salsa & Kizomba Festival à Moscou (2015)
- Colombie : Concert à l'Arena de Ginebra
- Italie : Festival Latino Americando de Milan
- Italie : Concert au Black Garden de Rome
- France : Festival Latino Allstars de Paris, puis à Orange (Vaucluse) en 2023

El 2017, ils font une tournée en Espagne, puis au Pérou en juin, et enfin aux USA de septembre à novembre.

## Discographie

### Titres hors albums/compilations
- Stereo Love (Merengue Remix), reprise d'Edward Maya (2011)
- Balada Boa, reprise de Gusttavo Lima (2012)
- Tambien Te Amo (ft. Croma Latina) (2012), inclus ensuite sur l'album Diferente (réédition de 2013)
- Una Entre Miles (Cd Single)(2012)
- Zumbala (Zumba) (Cd Single)(2012)
- Me Enamore (Cd Single)(2012)
- No Quiero Ser Tu Amigo (Cd Single)(2012)
- Alice (reprise de Smokie - Living Next Door to Alice) (2013)
- Quiero Fiesta (Cd Single)(2013)
- Solo Tu ft. Azzurra (reprise d'Only You de The Platters) (2014), inclus sur la compilation de 2016
- Te Vas (2015), reprise de la cumbia péruvienne de Estanis Mogollon, inclus sur la compilation de 2016
- Bailar Kizomba (2016) (clip figurant le couple de danseurs de kizomba, Enah y Carolina)
- Me enamore de ti (salsa) (2016)
- Algo tienes (salsa) (2016)
- Besos a escondidas ft. Carlos Espinosa (2016)
- Lejos De Ti (ft. Nicky Jam) (Reggaeton Remix) (Cd Single)(2016)
- No Quiero Ser Libre ft. MDS  (2016)
- Mi reina ft. Akon (2017) (sample Savage ft. Akon - Moonshine)
- Cuando estoy contigo / When I'm With U ft. Pitbull, A. Rose Jackson (2017)
- No Soy el Culpable (2017)
- Quiero Un Beso ft. Dj Khalid (2017)
- Yo Te Amé ft. Jorddy Mejía  (2017)
- Despacito (Bachata Version), reprise de Luis Fonsi ft. Daddy Yankee (2017)
- Traicionera (Bachata Radio Edit) (Cd Single)(2017)
- Bailemos (2017)
- Ojala (2018), reprise de Ojala (Yo soñe) par El Negrio, El Kokito y Manu.
- Jerusalema (2020), reprise de Master KG
- Beberé (2022)

### Participations
- Juan Magan y Fuego - Te soñé (ft. Grupo Extra) (2012)
- Juan Magan ft. Grupo Extra - Me Enamoré (2012)
- DJ Kuduro ft. Grupo Extra : Ai Su Te Pego (reprise de Michel Teló - Ai Se Eu Te Pego) (2012)
- Alex LMU & Kaiser Benjamin ft. Grupo Extra – Robarte un beso (2013)
- Franklin Romero "EL 88" ft. Grupo Extra - Cogelo Light (2014)
- DJ Tiago & Bodytalk ft. Grupo Extra - Te Gusta (ahi ahi) (2014)
- Yenddi ft. Grupo Extra - Tu Sin Mi (reprise de la salsa de Jehu El Rey en version bachata) (2015)
- Vicky Corbacho ft. Grupo Extra - Que Bonito (reprise de Rosario Flores) (2016)

### Discographie solo de Manny Rod
- Dejenme Sufrir (2017)
- Que Va (2017)